# Bölets ängar
Bölets ängar är ett naturreservat i Karlsborgs kommun i Västra Götalands län.
Området är skyddat sedan 2007 och är 71 hektar stort. Det är beläget norr om Karlsborg.
I reservatet finns branta skogbevuxna sluttningar, betesmarker på flacka lätt kuperade marker och spår efter äldre åker- och ängsmarker på lågt liggande flacka marker. Berggrunden utgörs delvis av lättvittrade grönstensskiffer som även kallas kloritskiffer. Där finns även morän och torvjordar. Kombinationen med hög kalkhalt och lättvittrade bergarter ger upphov till bördig jordmån. 
Trädområdena domineras av ädellövträden lind, alm, ask, ek, björk, asp och al. 
I ängs- och hagmarkerna växer guckusko, slåtterblomma, brudsporre, ormtunga, vippärt, tibast, vårärt, spenört, fältgentiana och skogsklocka. Där finns en rad rödlistade marksvampar. Bland insekterna är trumgräshoppa den mest omtalade.
Berggrunden domineras av granit. Inom Bölet-området är den rik på sprickor fyllda med manganmalm. Där växte under 1600-talet fram ett omfattande bergsbruk. Från och med slutet av 1600-talet pågick manganmalmsbrytning kontinuerligt fram till år 1857. Verksamheten är således nerlagd sedan många år, men det finns gott om gruvschakt och gruvhål kvar.
Området ingår i EU:s ekologiska nätverk av skyddade områden, Natura 2000.